# Medicinar
Medicinar je glasnik studentica i studenata Medicinskog fakulteta Sveučilišta u Zagrebu. To je studentski časopis usmjeren u prvom redu studentima medicine, ali i studentima drugih srodnih fakulteta te zainteresiranima za biomedicinsko područje i zbivanja na zagrebačkom Medicinskom fakultetu.

## Povijest
Povijest Medicinara počela je 1946. Te je godine Sekcija demonstratora pokrenula ovaj časopis kako bi pomogla studentima da savladaju nastavno gradivo i steknu što više znanja za svoju buduću liječničku praksu. Dugo je Medicinar bio ponajviše stručni časopis koji je dopunjavao teško dostupne ili zastarjele udžbenike, donosio novosti iz domaće i strane stručne literature i davao priliku studentima da objave svoje prve stručne i znanstvene radove. Od 1946. bilo je tek nekoliko godina u kojima Medicinar nije izašao: 1953., 1955., 2008. te u razdoblju Domovinskog rata od 1991. do 1996. Još im možemo dodati 1954. u kojoj je izašao samo jedan broj. Presudna za današnji izgled časopisa bila je 1996. kad je Medicinar ponovno pokrenut nakon ratnog razdoblja. Tadašnji urednici željeli su napraviti moderan studentski medicinski časopis koji će biti blizak, zanimljiv i koristan širokom krugu studenata te je stoga Medicinar od strogo stručnog časopisa preoblikovan u studentski glasnik. Također, rano je prepoznata važnost objavljivanja i u digitalnom obliku pa tako naše web izdanje doživljava treće potpuno obnavljanje.
U proteklih više od 60 godina veliki broj studenata uložio je svoje vrijeme, trud i ljubav u ovaj časopis. Usprkos poteškoćama koje su se u tom dugom razdoblju javljale, entuzijazam generacija studenata medicine uspio je održati Medicinar kao jedan od ponajboljih studentskih časopisa u ovom dijelu Europe. Priznaje za trud svih njih došlo je 2010. kad je Medicinaru Sveučilište u Zagrebu dodijelilo Posebnu Rektorovu nagradu.

## Format
Časopis izlazi u tiskanom izdanju koje izlazi jednom u semestru, u prosincu i lipnju. Sastoji se od pet stalnih rubrika: Znanost, Studentski život (ranije: Studentska zbivanja i Studentska događanja), Društvo (ranije: Kultura), Tehnologija (ranije: Informatika) i Sport. Svaki tiskani broj osim toga obrađuje jednu u tom trenutku posebno zanimljivu temu kao temu broja.

## Suradnici
Članke u Medicinaru pišu studenti medicine te, u nešto manjoj mjeri, nastavnici Medicinskog fakulteta i drugi liječnici. Osim prema studentima medicine, časopis je otvoren i prema studentima srodnih fakulteta koji bi željeli u svojim člancima obraditi zajedničke teme. Za odabir i provjeru članaka zaduženo je uredništvo kojega u potpunosti sačinjavaju studenti Medicinskog fakulteta.

### Popis glavnih urednika
- Gojko Kapor (1946-1948.)
- Đorđe Vukadinović (1948-1950.)
- Stevo Julius (1951-1952.)
- Josip Sokolić (1954-1955.)
- Zdravko Kokoš (1958-1959.)
- Ervin Gebauer (1960.)
- Petar Radielović (1961.)
- Hasib Đonlagić (1962.)
- Vladimir Dugački (1963.)
- Davor Solter (1964-1965.)
- Sead Haznadar (1965-1966.)
- Boris Pegan (1966-1967.)
- Dubravko Orlić (1967-1968.)
- Vanja Zjačić (1968.)
- Nada Mihelčić (1968-1970.)
- Miljenko Brnobić (1970-1971.)
- Miljenko Solter (1971.)
- Josip Pasini (1971-1973.)
- Željko Reiner (1973-1974.)
- Dinko Stančić-Rokotov (1974-1976.)
- Vladimir Borić (1976-1977.)
- Danko Vidović (1977, 1980.)
- Berislav Rožman (1980-1981.)
- Milan Kos (1981.)
- Radan Spaventi (1982-1985.)
- Zoran Bahtijarević (1985-1986.)
- Ratko Matijević (1988.)
- Davor Miličić (1991.)
- Dražen Pulanić (1996-1999.)
- Tomislav Maček (2000.)
- Mario Ćuk (2001.)
- Davor Franičević (2001.)
- Đana Vanjak (2002.)
- Martina Ljubić (2003.)
- Ana Đanić (2003.)
- Krešimir Radić (2004-2005.)
- Mario Sičaja (2006.)
- Ana Pangerčić (2006-2007.)
- Vlatka Šimunić(2008-2010.)
- Vilma Dembitz (2010-2012.)
- Ivana Žugec (2012-2013.)
- Ivo Veletić (2013-2014.)
- Una Smailović (2014-2015.)
- Ivana Trivić (2015-2016.)
- Branimir Krtalić (2016-2018.)
- Ena Tolić (2018-2019.)
- Robert Marčec (2019-2020.)
- Tihana Kovačević (2020-2021.)
- Mirta Peček (2021-2023.)
- Aurora Vareško (2023-2024.)
- Marin Cvitić (2024-2025.)

## Vanjske poveznice
- Službena Facebook stranica